# Falkenštejn

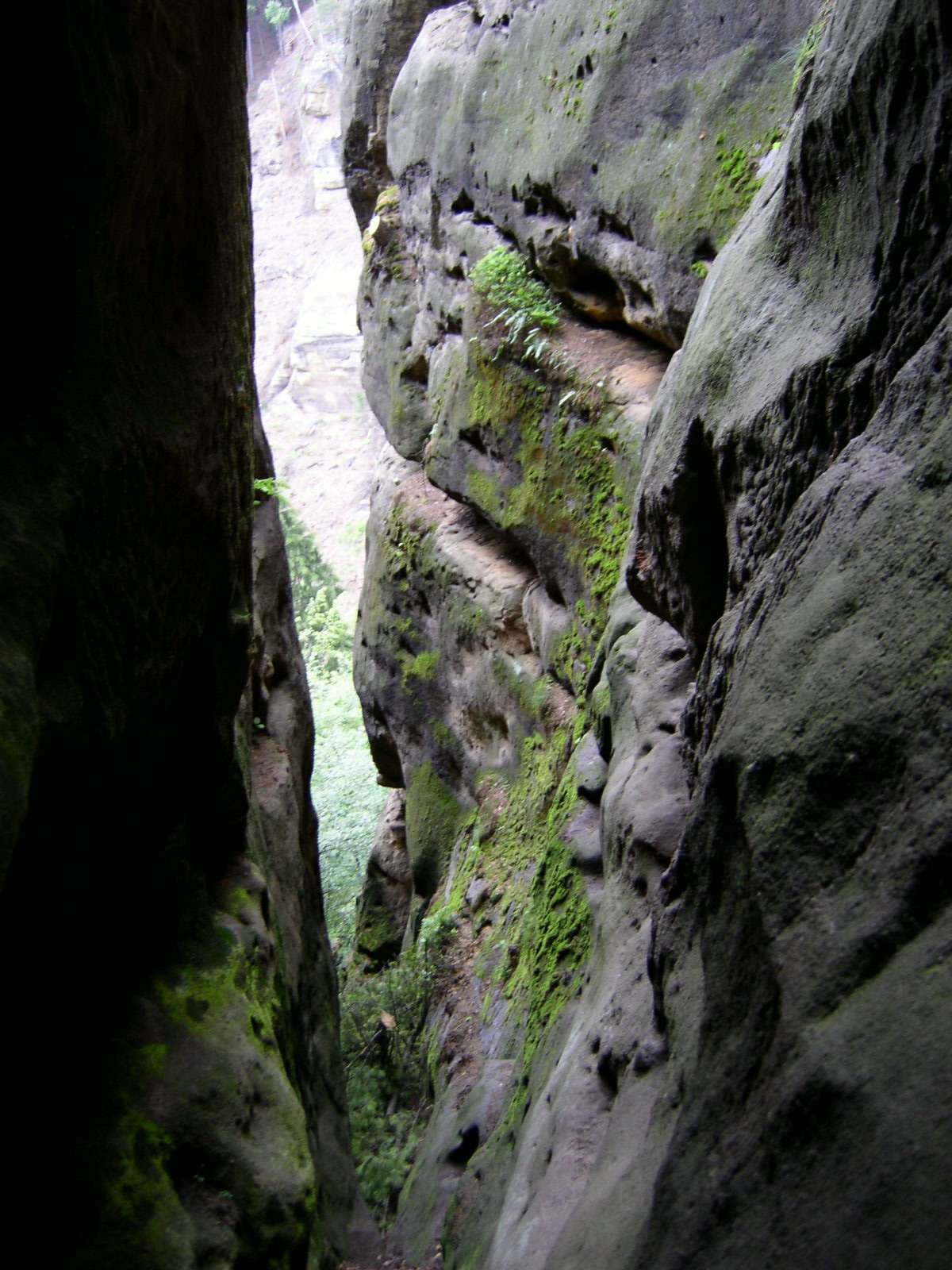
Szczelna między skałami, którą prowadzi droga do zamku

Falkenštejn (pol. Falkensztejn, niem. Falkenstein) – zamek położony na skale na Wyżynie Dieczyńskiej (Děčínská vrchovina) w północnych Czechach.

## Położenie
Zamek skalny znajduje się w północnych Czechach, na obszarze Parku Narodowego Czeska Szwajcaria (NP České Švýcarsko), na skałach południowego zbocza wzniesienia (Havraní skála), w północno-wschodniej części Wyżyny Dieczyńskiej, około 0,5 km na północny wschód od centrum miejscowości Jetřichovice w powiecie (okres) Děčín.

## Opis
Zamek usytuowany jest na piaskowcowych skałach, droga na górny poziom zamku prowadzi szczelinami między skałami. W środku wysokości na skalnym występku w załomie, znajduje się studnia wydrążona na planie okręgu. Na górnym poziomie zamku znajduje się obszerna wnęka w skale z wyciosanym oknem oświetlającym wnętrze, która łączy się z sąsiednim pomieszczeniem z niszą w skale, służącym dawniej jako zamkowa kaplica. Zabudowania zamku spoczywały na drewnianych belkach zamocowanych w wykutych w skale otworach, oraz wykorzystano naturalne występy i płaskie powierzchnie skały. Wejście na górny poziom zamku umożliwiał system schodów, który zaczynał się wysoko nad poziomem. Dostęp do poziomu schodów umożliwiały drabiny, które w czasie ataku wroga były wciągane na wyższy poziom zamku.

## Historia
Według prac archeologicznych zamek został prawdopodobnie założony pod koniec XIII wieku przez ród Michaloviców jako zamek obronny. Pierwsza pisemna wzmianka o zamku na skale odnotowana jest w miejskich księgach miasta Česká Kamenice i pochodzi z 1395 roku. Z początkiem XV wieku zamek wraz z całym czeskokamienickim państwem kupił Hynek Berka z Dubé. W 1428 roku zamek przeszedł pod władanie Vartemberka. W tym czasie na zamku urzędował hetman Mikeš Blekta. W 1444 roku zamek był oblężony, po czym podupadł na znaczeniu. Późniejsza wzmianka pochodzi z 1457 roku. W 1852 księżna Vilemína Kinská umożliwiła dostęp do zamku dla turystów.